# Dichocrocis festivalis
Dichocrocis festivalis is een vlinder van de familie van de grasmotten (Crambidae), uit de onderfamilie van de Spilomelinae. De wetenschappelijke naam van deze soort is voor het eerst voorgesteld als Astura festivalis door Charles Swinhoe in een publicatie uit 1885.
De soort komt voor in India.